# James Tyler Kent

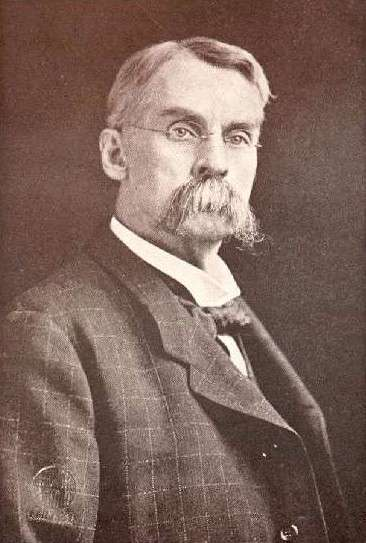
Porträt von James Tyler Kent

James Tyler Kent (* 31. März 1849 in Woodhull, New York; † 5. Juni 1916 in Sunnyside Orchard, Stevensville, Montana) war ein US-amerikanischer Arzt und Homöopath. 1897 veröffentlichte er ein Repertorium, das noch heute eine Grundlage der homöopathischen Praxis ist.

## Leben
Nach der Schulausbildung an der Franklin Academy in Prattsburgh und der späteren Ausbildung an der Madison Universität (später Colgate University) in Hamilton legte James Tyler Kent die Reifeprüfung mit dem Grad Ph. B. ab. Kent studierte Medizin am Eclectic Medical Institut, Cincinnati (Ohio) und legte dort im Jahr 1871 sein Examen ab. Zunächst arbeitete er als praktischer Arzt in St. Louis, nach der eklektischen Methode (Phytotherapie). Im Alter von sechsundzwanzig Jahren heiratete Kent seine erste Frau. 1877 – im Alter von achtundzwanzig Jahren – erhielt er den Posten als Anatomieprofessor am American College in St. Louis.
Durch die lang anhaltende Erkrankung seiner Frau in den Jahren 1877 bis 1878 kam Kent erstmals mit der Homöopathie in Berührung. Alle Versuche der Heilung blieben ohne Erfolg und die Krankheit verschlechterte sich zusehends. Auf Wunsch seiner Frau wurde der homöopathische Arzt Phelan hinzugezogen, der die Gesundheit von Kents Frau innerhalb sehr kurzer Zeit wiederherstellte.

## Tätigkeiten
Angeregt durch das Erlebnis der Heilung seiner Frau begann Kent ein autodidaktisches Studium der Homöopathie. Er gab 1879 seinen Lehrstuhl am American College auf und widmete sich nur noch dem Studium der Homöopathie. Erst 1883 übernahm er wieder eine Lehrtätigkeit als Professor für Chirurgie am Missouri Homoeopathic College. Im Jahre 1889 wurde ihm das Diplom dieser Schule für seine Kenntnisse in der Homöopathie verliehen. Bereits seit 1888 hatte er hier einen Lehrauftrag für Materia medica gehabt.
Einige Jahre nach dem Tod des homöopathischen Arztes Adolph Lippe führte Kent dessen Praxis in Philadelphia fort und übernahm bis 1899 als Dekan und Professor für Materia medica die Leitung der Fortbildungskurse für homöopathische Ärzte an der Postgraduate School of Homöopathics in Philadelphia. Diese Schule galt damals als die renommierteste homöopathische Schule weltweit.
In diesen Jahren starb Kents erste Frau. Er studierte die Werke Swedenborgs und schloss sich dessen theosophischer Bewegung an. Hierdurch gewann er Einblicke in die Probleme Krankheit und Heilung, die ihn dazu veranlassten, eine neue lehr- und praktizierbare Methode des Symptomenstudiums und der Similefindung in der Homöopathie zu erarbeiten.
Nach Kents Auffassung ist die Grundursache aller Krankheiten des Menschen eine Ordnungsstörung im Inneren des menschlichen Organismus. Diese trete in Form verschiedener chronischer Krankheiten auf. Der Auslöser der Ordnungsstörung sei der erste große Fehltritt des Menschen – die Ursünde. Damit ist es für ihn eine Frage, die von der Philosophie und Theologie untersucht werden muss. Er betont die Wichtigkeit der geistig-seelischen Vorgänge und ordnet demzufolge den Geistes- und Gemütssymptomen die oberste Stelle in der Hierarchie der Symptome zu. Der Behandler
„..muss wissen, wie jede Krankheit sich äußert, in Sprache, Aussehen und Empfindungen. Er muss aber auch wissen, welchen Einfluss jedes Mittel auf Gedächtnis, Vernunft und Willen im Menschen hat, denn unsere Mittel wirken einzig durch den Geist, das Gemüt auf den Körper. Ferner muss er wissen, wie die Mittel die Körperfunktionen beeinflussen, denn nur über diesen Weg geht die Wirkung der Mittel auf den Körper.“
Kent entwickelte eine Art homöopathischer Typenlehre. Er beschreibt die Wirkung homöopathischer Mittel synonym mit dem Krankheitsbild. Der Patient braucht nicht Belladonna, sondern er ist Belladonna usw. Seine unter dem Titel Kents Arzneimittelbilder 1905 erschienenen Vorlesungen zur Homöopathie sind ein alphabetischer Parcours durch die damals bekannten Heilmittel. In der für ihn typischen Sprache beschreibt er zum Beispiel den Arnica-Patienten so:
„Der Arnica-Patient ist mürrisch, will in Ruhe gelassen werden, man soll nicht mit ihm reden, man soll ihm nicht nahekommen. [...] Wir haben schon Arnica-Patienten gesehen, die schwerkrank in ihren Kissen lagen, nachdem sie eine schwarze, blutähnliche Flüssigkeit erbrochen hatten, mit fleckigem Gesicht, mit Blutzersetzung oder bösartigem Fieberfrost, so daß man dachte, der Tod stehe bevor, und doch sagten sie: ‚Ich bin nicht krank; ich habe nicht nach Ihnen geschickt; gehen Sie nur.‘“

## Werke
- Zur Theorie der Homöopathie, James Tyler Kents Vorlesungen über Hahnemanns Organon
- Neue Arzneimittelbilder der homöopathischen materia medica
- Kents Repertorium der homöopathischen Arzneimittel
- Kent-Praktikum, Kurz-Repertorium
- Aphorismen – philosophische Gedanken zur Homöopathie, Zitate, Sprüche, Lebensweisheiten